# Савчин Ярослав Дмитрович
Ярослав Дмитрович Савчин (народився 1961 року в селі Липовиця на Прикарпатті) — український письменник, журналіст, художник, фотохудожник.

## Життєпис
Закінчив Липовицьку середню школу Рожнятівського району Івано-Франківської області;
відділення живопису і графіки факультету образотворчого мистецтва Заочного народного університету мистецтв;
факультет журналістики Львівського національного університету ім. Івана Франка;
факультет державного управління і місцевого самоврядування ЛРІДУ Національної академії державного управління при Президентові України.
35 років відпрацював у журналістиці, державному управлінні, зокрема, в 2005—2010 роках — керівник апарату Долинської районної державної адміністрації, 2011—2015 — головний редактор часопису «Свіча».
Член Національної спілки журналістів України (1989).
Член Міжнародної літературно-мистецької Академії України (2015).
Член Національної спілки письменників України (2017).
Член Міжнародної Академії літератури, мистецтва, комунікації (2018).

## Творчість
Література:
Автор книг прози і поезії — «Між медами й полинами», «Самотність», «Мольфар», «Карпатоборці», «Нетлінь-роса», «Світанок мальв», «Вересневі ікони», «Індульгенція присутністю», «Знаки сонця», «Живиця», «Читання ватри», «Для двох сердець», «Вічні рути», «Вино любові»;
співавтор колективних альманахів — «Антологія краю», «Столиця Франкового серця», «З горіха зерня», «Енциклопедія сучасної літератури», «Він, Вона і війна», «Мовою серця», «Галактика любові», «Карпатська симфонія», «Крила», «Скарбниця мудрості», «Огні горять…», «Серце Європи», «Поезії засвічена зоря», «Я дякую тобі…», «Думки романтика», «Антологія сучасної новелістики…», «Скіфія», «Колиска роду», «Поетична топоніміка», «Медобори», «Танець семи покривал», «Південне сонце: квартет акомодації», «Пошепки», «З Україною в серці», «Гармонія», «Антологія сучасної новелістики і лірики України-2018», «Так ніхто не кохав…», «Моя Батьківщина», «Усі мої думки тобі…», «Антологія сучасної новелістики та лірики України-2019», «Оберіг», «Натхнення», «Чатує в століттях Чернеча гора», «Дивокрай», «Октава», «Політ моїх думок», «Сузіря», «Ти і я» та ін.
Публікації в журналах — «Дзвін», «Перевал», «Німчич», «Склянка часу», «Образотворче мистецтво», «Порт-Фоліо(Канада)», «Літературний Чернігів»…
Малярство:
Учасник персональної, обласних та трьох всеукраїнських художніх виставок. Відзнаки. Каталоги.
Фотографія:
Персональна виставка «СЕРЕД ГІР: 100 фотокартин про Карпати». Каталог.
Учасник колективних виставок. Каталоги.

## Відзнаки
- Лауреат Міжнародного літературного конкурсу письменників Бойківщини ім. Мирона Утриска, Турка, Львівщина, за книги «Світанок мальв», «Вересневі ікони», 2002.
- Лауреат премії імені Івана Вагилевича, Івано-Франківськ, 2012.
- Диплом І-го ступеня переможця XIX Міжнародного літературного конкурсу письменників Бойківщини ім. Мирона Утриска, Турка, Львівщина, 2015.
- Диплом І-го ступеня переможця XX Міжнародного літературного конкурсу письменників Бойківщини ім. Мирона Утриска, Турка, Львівщина, 2016.
- Лауреат літературно-мистецької премії імені Пантелеймона Куліша, Київ, 2016.
- Диплом переможця премії Ордену Карпатських Лицарів Літературного фестивалю «Карпатський Пегас», Виноградів, 2016.
- Медаль Івана Мазепи Міжнародної літературно-мистецької Академії України, за творчість, 2017.
- Лауреат Міжнародної літературної премії «Сад божественних пісень» імені Григорія Сковороди, Луцьк, 2017.
- Лауреат відзнаки «ДІАМАНТОВИЙ ДЮК» Міжнародного конкурсу імені Дюка де Рішельє, номінація «Поезія», (Україна, м. Одеса-Німеччина, м. Франкфурт на Майні), Одеса, 2017.
- Медаль Олександра Довженка Міжнародної літературно-мистецької Академії України, 2018.
- Міжнародна літературна премія імені Миколи Гоголя «Тріумф», Чернігів, 2018.
- Лауреат відзнаки «ДІАМАНТОВИЙ ДЮК» Міжнародного конкурсу імені Дюка де Рішельє, номінація «Фотомистецтво», (Україна, м. Одеса-Німеччина, м. Франкфурт на Майні), Одеса, за цикл «Вирій сонця», 2018.
- Лауреат відзнаки «ДІАМАНТОВИЙ ДЮК» Міжнародного конкурсу імені Дюка де Рішельє, номінація «Живопис. Графіка», (Україна, м. Одеса-Німеччина, м. Франкфурт на Майні), Одеса, за серію живописних робіт про Карпати, 2018.
- Лауреат Почесної міжнародної медалі Лесі Українки Міжнародного конкурсу імені Дюка де Рішельє, (Україна, м. Одеса-Німеччина, м. Франкфурт на Майні), Одеса, за книгу лірики «Для двох сердець» та поетичну творчість, 2018.
- Диплом Міжнародної Академії літератури, мистецтва, комунікації про присудження звання «Особистість слова і справи», (Україна-Німеччина), 2018.
- Міжнародна літературна премія імені Антуана де Сент-Екзюпері, Франція, 2019.
- Міжнародна літературно-мистецька премія «Світ Пограниччя», Луцьк, 2019.
- Диплом лауреата XX загальнонаціонального конкурсу «Українська мова — мова єднання», Одеса, 2019.
- Диплом лауреата Міжнародного конкурсу імені де Рішельє «ДІАМАНТОВИЙ ДЮК», номінація «Поезія», Одеса, 2019.
- Диплом лауреата Міжнародного конкурсу імені де Рішельє «ДІАМАНТОВИЙ ДЮК», номінація «Проза», Одеса, 2019.
- Диплом переможня літературних олімпійських ігор Міжнародного конкурсу імені де Рішельє, Одеса, 2019.
- Лауреат міжнародного літературно-мистецького конкурсу імені де Рішельє. Сезон-2019. Номінація: Живопис. Графіка. Скульптура — за цикл живописних творів «Кольори душі». Всеукраїнська художня виставка. Київ. Будинок художника. Олімпійська номінація. Україна-Німеччнина, 2019[5]
- Диплом учасника Всеукраїнської художньої виставки «Золота палітра-2019», Івано-Франківськ, 2019[6].
- Лауреат Міжнародної літературної премії імені Джека Лондона, Сан-Франциско, США, 2020.
- Лауреат Міжнародної премії авторської пісні імені Василя Симоненка, Чернігів, 2020[7].
- Лауреат Всеукраїнської премії імені Якова Гальчевського, Київ, 2020[8].
- Лауреат Міжнародної мистецької премії імені Сергія Васильківського, Київ, 2020[9].
- Диплом міжнародного товариства «Кольори мистецтва» — за досягнення в образотворчому мистецтві, Німеччина, 2020[10]
- Лауреат Міжнародної літературно-мистецької премії ім. Миколи Лисенка «Рапсодія». Німеччина-Україна, 2020[11].
- Диплом переможця XI міжнародного літературного конкурсу «Чатує в століттях Чернеча гора», Канів, 2020[12].
- Лауреат Міжнародної мистецької премії імені Іллі Рєпіна, США-Німеччина-Україна, 2020[13]
- Лауреат Міжнародного літературного конкурсу «Дніпро-Бук-Фест-2020» за переклад роману казахського письменника Роллана Сейсенбаєва «Мертві блукають пісками» українською мовою спільно з Сергієм Дзюбою, Тетяною Сидоренко, Олегом Гончаренком, м. Дніпро, 2020[14].
- Диплом лауреата міжнародного конкурсу «Діамантовий Дюк» імені де Рішельє, номінація «Живопис. Графіка», Україна-Німеччина, 2020[15]
- Медаль Максима Богдановича Спілки письменників Білорусі, Мінськ, 2020[16].
- Почесна відзнака «Народний поет України», Київ, 2020[17].
- Лауреат Міжнародної літературно-мистецької премії імені Івана Айвазовського. Україна-Німеччина-США, 2020[18].
- Почесний диплом  «Особистість слова і справи». Відзнака Міжнародної Академії діячів літератури, мистецтва та комунікацій, Німеччина, Франкфурт-на-Майні, 2020[19].
- Міжнародна літературна премія імені Михайла Булгакова. Україна-Німеччина, 2020[20]
- Лауреат Міжнародної літературної премії Миру, Німеччина-Україна, 2021[21].
- Лауреат Міжнародної літературно-мистецької медалі Мігеля де Сервантеса, Іспанія-США-Німеччина, 2021[22].
- Лауреат Міжнародної мистецької премії імені Архипа Куїнджі, Київ, 2021[23].
- Лауреат Міжнародної літературно-мистецької відзнаки Франческо Петрарки, Італія, 2021[24]
- Лауреат премії імені Галшки Гулевичівни, 2021[25]
- Лауреат Міжнародної літературної премії імені Еміля Золя, Франція-Німеччина, 2021[26]
- Лауреат Міжнародної літературної премії імені Мацуо Басьо, Японія — Німеччина — США, 2022[27]
- Лауреат Міжнародної літературної премії імені Роберта Бернса, США, Лос-Анджелес — Шотландія, 2022.[28]
- Почесна творча відзнака «За заслуги», Німеччина, Франкфурт, 2022[29].